# 魁陰

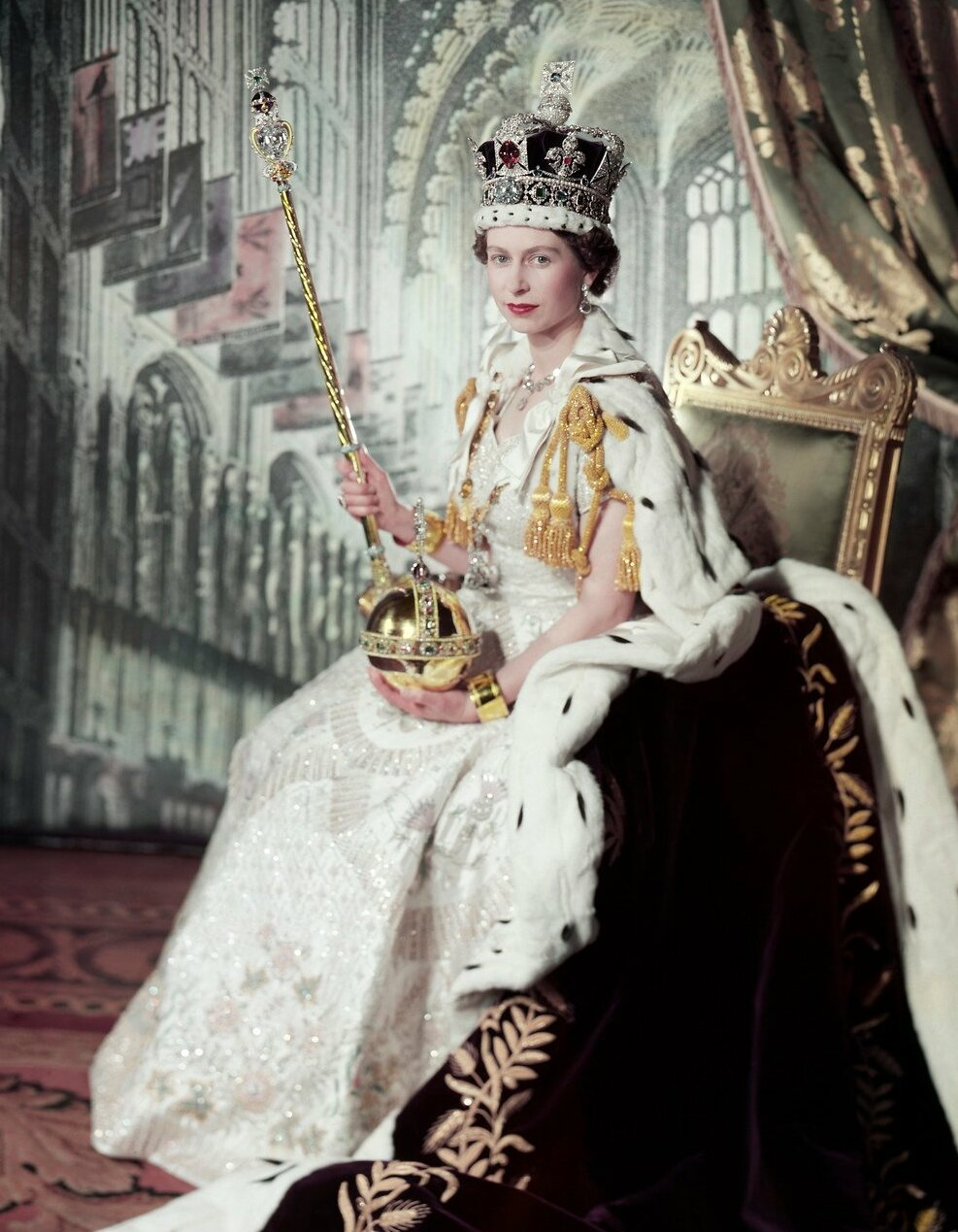
伊丽莎白二世，1952年至2022年期间英国及其他英联邦王国的女王

魁陰是授予国王的妻子（称为王后）或具有国王或类似称号之女性君主（称为女王）的头衔，即女性版的“King”。该词在欧洲各国语言中的来源不一，其中英语中的“Queen”一词源自原始西日耳曼语的“kwāni”词根（意为女人），而在大多数罗曼语言（例如法语的）中该词则来自于拉丁语 rēgīna，意为“公主”或“贵妇”。
在一个王朝当中，一般由親王或女亲王继承的王或魁陰的权力和地位； 如2022年英国的查尔斯王子继承了伊丽莎白二世女王的王位。
在中世纪到19世纪时期的欧洲，在王位继承人尚未成年之时，太后通常会是替前者摄政的优先人选，直至其成年：这是因为她在先王的加冕典礼上就已确立的既有王室地位，以及她对自己子嗣的利益奉献，使她比其他欲求掌权的候选人（如血统亲王等）更具优势。